# Таш хаджиб
Таш хаджиб (умер в 988) — полководец и государственный деятель государства Саманидов, представитель военного сословия тюркского происхождения.
Он достиг больших почестей и влияния при дворе саманидского эмира Нуха ибн Мансура (976—997), даже получил чин сипехсалара став наместником Хорасана и некоторое время успешно маневрировал в борьбе со своими противниками.
В своей ранней карьере он, видимо, был наместником в Фергане или имел какую роль в регионе, так как его имя есть на ферганских монетах саманидов 976—977 годов. Сыну и преемнику саманида Мансура, Абу-л-Касиму Нуху, было всего 13 лет, а государством вместо него управляли его мать и назначенный в 977 году везир Абу-л-Хусейн Абдаллах б. Ахмед Утби. В 982 году ему удалось добиться низложения всемогущего Абу-л-Хасана Симджури и замены его хаджибом Ташем, который был безусловно предан везиру.
В 982 году Утби был убит, начались беспорядки. Для водворения порядка правительство призвало в Бухару Таша, который вступил в соглашение со своими соперниками и благодаря этому сохранил за собой должность сипехсалара. После отъезда Таша из Бухары в августе 986 года везиром был назначен Абдаллах б. Мухаммед б. Узейр, противник семейства Утби, и должность сипехсалара снова была передана тюрку Абу-л-Хасану. Таш пытался оказать вооруженное сопротивление Абу-л-Хасану и Фаику и 2 декабря 987 года был разбит и бежал в Гурган, где в 988 году умер от чумы.